# Sérgio Murilo (político)
Sérgio Murilo Santa Cruz e Silva (Carpina, 24 de agosto de 1931 - Recife, 17 de fevereiro de 2010) foi um advogado e político brasileiro. Filiado ao PMDB, foi deputado estadual e deputado federal por Pernambuco.

## Carreira política
Começou a carreira política em 1958 ao ser eleito deputado estadual pelo PRT. Candidatou-se a deputado estadual em 1962 pelo PST, obtendo apenas a quarta suplência.
Foi eleito deputado federal em 1974, 1978 e 1982.
Candidatou-se a prefeito do Recife em 1985, sendo derrotado por Jarbas Vasconcelos (à época pelo PSB). Candidatou-se a deputado federal em 1986, sem lograr êxito.
Afastado da política desde 1987, faleceu no Recife em 17 de fevereiro de 2010 aos 78 anos.